# Unité d'Habitation de Briey

Monumento storico di Francia dal 2007

L'Unité d'Habitation de Briey, nota anche come Cité Radieuse, è un edificio della città francese di Briey en Forêt progettato dall'architetto svizzero Le Corbusier del tutto analogo ai primi realizzati a Marsiglia, Nantes e Berlino Ovest e a quello successivamente realizzato a Firminy.
Essa rappresenta una delle realizzazioni pratiche delle teorie ideate dal celebre architetto svizzero circa il nuovo concetto di costruire la città, nonché uno dei punti di arrivo fondamentali del Movimento Moderno nel concepire l'architettura e l'urbanistica; nel 2007 l’edificio è stato dichiarato Monument Historique.

## Storia
Alla fine degli anni quaranta del Novecento, in un tragico scenario di devastazione e macerie, le varie nazioni europee sopravvissute alla seconda guerra mondiale avviarono ognuna dei grandi progetti di ricostruzione.
Nel 1954, a capo del progetto di ricostruzione dell’area urbana di Briey, venne nominato l’architetto Georges-Henri Pingusson che dovette occuparsi principalmente della progettazione di una nuova area urbana in grado di accogliere un centinaio di nuove abitazioni popolari e servizi tra cui le scuole, in vista dell’espansione delle miniere di ferro nelle vicinanze. 
Nel 1955 la municipalità di Briey contattò Le Corbusier che, con le precedenti realizzazioni dell’Unité d’Habitation di Marsiglia e di quella di Nantes, già era noto per le intuizioni all'avanguardia per i tempi, anticipando molte delle più diffuse concezioni architettoniche contemporanee.
Il progetto dell’edificio presentato da Le Corbusier venne approvato nel 1955 ma, i lavori di costruzione iniziarono soltanto il 3 marzo 1959 per concludersi nel 1961. Tuttavia l’inaspettata crisi del settore minerario e siderurgico della zona contribuì al clima di recessione economica del territorio e anche lo stesso ente municipale che aveva in gestione l’edificio nell’arco di una quindicina d’anni non riuscì a far fronte alle spese di mantenimento della struttura tanto che, nel 1983 gli ultimi affittuari dell’edificio vennero trasferiti in altri domicili.
L’edificio rimase quindi abbandonato al suo destino per svariati anni, con il rischio di essere destinato alla demolizione sotto l’amministrazione del sindaco Guy Vattier. A seguito di alcune proteste locali nel 1989 prese vita un’iniziativa promossa dall’associazione La Première Rue che fece rientrare l’edificio nel progetto di riqualificazione dell’area. Esso venne ristrutturato e dato in affitto in buona parte alla facoltà di Scienze Infermieristiche, mentre gli appartamenti nella porzione restante sono stati venduti a privati tra il 1991 e il 1994. Alcuni anni dopo la porzione dell'edificio occupata dalla facoltà universitaria è stata acquistata dalla federazione di ospedali locali che ivi ha stabilito la sede dell'Institut de formation des aides-soignants du CH de Briey.
Nel 2007 l’edificio è stato è dichiarato Monument Historique.

## L'architettura

### La sinossi progettuale
Secondo il pensiero di Le Corbusier non esisteva una sostanziale distinzione tra l'urbanistica e l'architettura, discipline che egli tentò di coniugare con demiurgica perizia. La sua attenzione era principalmente rivolta a studiare un sistema di relazioni che, partendo dalla singola unità abitativa intesa come cellula di un insieme, si estendeva all'edificio, al quartiere e all'intero ambiente costruito.
L'Unité d'Habitation è la magistrale sintesi di questa teoria e racchiude in sé tutti i princìpi architettonici da lui ideati, divenendo la somma delle funzioni prettamente domestiche coniugate a quelle urbanistiche. Essa venne quindi concepita come una vera e propria «città verticale» caratterizzata da spazi individuali inseriti in un ampio contesto di aree comuni; questo equilibrio fu supportato dall'impiego delle più moderne tecniche progettuali e costruttive già scoperte in precedenza dal Razionalismo e dall'esperienza del Bauhaus, con un largo uso del cemento armato e di materiali innovativi.

Lo schema tridimensionale delle singole unità abitative duplex

L'edificio rappresenta quindi una sorta di contenitore che racchiude in esso uno spazio urbano, trascendendo la funzione meramente abitativa di un semplice condominio e concependo l'edificio come una sorta di «macchina per abitare» per un elevato numero di persone. Secondo i princìpi di Le Corbusier, l'attuazione di questa teoria porterebbe al salto dimensionale tra il singolo edificio e la città, cosicché il primo divenga un sottomultiplo della seconda.
Attraverso un accurato studio delle planimetrie Le Corbusier, con l’Unité d'Habitation, è riuscito a proporre un modello architettonico in grado di coniugare armoniosamente la vita individuale, familiare e collettiva. Partendo da queste premesse, si pone il problema di gestire con cautela la concrezione abitativa che si viene così a generare. Le Corbusier, come già accennato, ha risolto questa problematica a partire sin dalle planimetrie dei singoli appartamenti. Egli, infatti, ripudiando l'architettura più tradizionale che concepiva gli spazi in maniera scatolare, come una mera giustapposizione di stanze, concepì una sorta di frantumazione dell'unità familiare per generare una disgregazione, approdando a una nuova concezione degli spazi che da un lato stimola i momenti di riunione, ma dall'altro assicura anche aree a uso individuale, dove il singolo utente può isolarsi in maniera appartata.
Partendo da questo fondamentale concetto antropologico Le Corbusier ha integrato gli appartamenti, di per sé ben isolati come si è visto, inserendoli in un contesto collettivo alla luce di un'equilibrata riconciliazione tra famiglia e società; per coniugare al meglio questi due ambiti sociali e concretizzare il concetto di città verticale egli ha previsto, oltre ai singoli appartamenti, una dotazione di alcuni servizi extraresidenziali essenziali come un asilo, una palestra, aree ricreative e un ufficio postale.

### Esterno
L’edificio può ospitare circa 1.450 persone, si estende su un'area di circa 2.100 metri quadrati e misura 110 metri di lunghezza per 19 metri di larghezza e 56 di altezza. Posta al centro di un'estesa area boschiva, la struttura si sviluppa su 17 piani e, al contrario del prospetto minore sinistro, che è completamente cieco e uniforme, i prospetti principali delle altre tre facciate sono scanditi dalla caratteristica ripetizione di moduli rettangolari dei terrazzi dei 339 appartamenti, caratterizzati ciascuno dalla presenza di un colore differente al proprio interno in netto contrasto con l'uniformità cromatica del cemento armato grezzo che caratterizza l'intera struttura.

### Interno
L’Unité d'Habitation di Briey ospita volutamente anche aree dedicate a servizi solitamente dislocati nel contesto urbano circostante, anche se in misura minore rispetto a quella realizzata a Marsiglia.
A differenza della superficie esterna, gli interni dell'edificio sono caratterizzati dalla presenza del colore pressoché ovunque, utilizzato come vero elemento di arredo.
Uno degli aspetti più rivoluzionari dell’Unité d'Habitation fu l'innovativa concezione della singola cellula abitativa, non più contraddistinta dal contesto sociale di chi la abita. Analizzando la planimetria degli appartamenti è interessante notare come Le Corbusier abbia concepito delle unità abitative tutte uguali e di dimensioni medio-grandi, quasi fossero oggetti da assemblare in serie; ciascuna di esse è del tipo duplex, ovvero disposta su due livelli diversi collegati da una scala interna. Gli appartamenti sono tutti identici ma speculari e con una volumetria a "L" rovesciata, dalla cui sovrapposizione si ottengono i vani centrali che costituiscono gli ampi corridoi che ogni due piani percorrono l'intero edificio e su cui vi sono gli ingressi di ciascun appartamento; secondo la logica progettuale di Le Corbusier questi corridoi, rappresentano le "strade" del complesso residenziale.
L'architetto concepì questi spazi abitativi applicando il proprio sistema denominato Modulor, ovvero «una gamma di misure armoniose per soddisfare la dimensione umana, applicabile universalmente all'architettura e alle cose meccaniche».
Una rappresentazione del Modulor è raffigurata su una parete dei locali presenti sul tetto dell'edificio, che rappresenta l'ennesima innovazione del progetto. Il tetto abitabile, noto anche come «tetto giardino», è infatti uno dei celebri Cinque Punti dell'opera di Le Corbusier. Analogamente a quanto accade negli odierni grattacieli, grazie all'impiego del calcestruzzo armato, esso è stato concepito come un vasto giardino pensile, altresì adibito a funzioni complementari o ricreative utili alla collettività. Esso ospita infatti svariati locali a uso comune come l'asilo, una palestra, un solarium, un auditorium all'aperto e un percorso ginnico di circa trecento metri per l'attività sportiva.

### Fonti
1. ↑  Brooks, p. 144.
2. ↑   Rousselle Frédérique, La Cité radieuse reprend des couleurs, in Libération, 14 ottobre 2011. URL consultato il 10 febbraio 2012 (archiviato dall'url originale il 18 novembre 2011).
3. ↑  https://www.ecolesantemetz.com/SiteDesEcoles/SiteDesEcoles.nsf/Index.xsp?page=Article&documentId=5D47A4F08F49D1A5C1257FB1003310BB&action=openDocument
4. ↑  Brooks, pp. 144-145.
5. 1 2 3  Brooks, pp. 146-147.
6. ↑  (FR) Unité d'habitation, su fondationlecorbusier.fr, Fondation Le Courbusier. URL consultato il 9 marzo 2014 (archiviato dall'url originale il 24 ottobre 2013).
7. ↑   Copia archiviata (PDF), su www4.ac-nancy-metz.fr. URL consultato il 21 aprile 2019 (archiviato dall'url originale il 31 marzo 2022).
8. ↑  J. Sbriglio, Le Corbusier: l'Unité d'habitation de Marseille et les autres, op. cit. p. 202